# هشام یکن
هشام یکن (عربی: هشام يكن؛ زادهٔ ۱۰ اوت ۱۹۶۲) یک بازیکن فوتبال اهل مصر است.
از باشگاه‌هایی که در آن بازی کرده‌است می‌توان به باشگاه ورزشی زمالک اشاره کرد. وی عضو تیم ملی فوتبال مصر در جام جهانی فوتبال ۱۹۹۰ بوده است.